# Ewa Sałkiewicz-Munnerlyn
Ewa Stanisława Alicja Sałkiewicz-Munnerlyn (ur. 28 sierpnia 1950) – polska prawniczka i dyplomatka, chargé d’affaires RP przy Stolicy Apostolskiej (1993–1994).

## Życiorys
Ewa Sałkiewicz-Munnerlyn pochodzi z Olkusza. Od 1967 do 1971 studiowała prawo na Uniwersytecie Jagiellońskim. Tamże w 1990 uzyskała stopień doktora nauk prawnych na podstawie napisanej pod kierunkiem Gwidona Rysiaka dysertacji Tymczasowe środki zabezpieczające w procedurze przed Międzynarodowym Trybunałem Sprawiedliwości. Studiowała podyplomowo w Institut des Hautes Etudes Internationales w Genewie. Jako naukowczyni specjalizuje się w kwestiach prawa międzynarodowego publicznego i praw człowieka.
Pracowała w Organizacji Narodów Zjednoczonych do spraw Wyżywienia i Rolnictwa w Rzymie (1981–1982), Komisji Praw Człowieka ONZ w Genewie (1982–1984) oraz jako asystentka na Uniwersytecie Genewskim (1984–1986). W latach 1986–1990 wykładała na Uniwersytecie Jagiellońskim. W 1991 rozpoczęła pracę w Ministerstwie Spraw Zagranicznych. W latach 1993–1994 pełniła funkcję chargé d’affaires RP przy Stolicy Apostolskiej. Od 1995 do 1999 pracowała w Wydziale Konsularnym Ambasady RP w Waszyngtonie. W centrali odpowiadała między innymi za kwestie traktatowe, stosunki z Radą Europy oraz protokolarne. Była delegowana jako Rzeczniczka Praw Człowieka OBWE w Macedonii (2001–2002) oraz Bośni i Hercegowinie (2002–2005). W 2018 zakończyła odeszła z MSZ. Później wykładała na szeregu uczelni, m.in.: Kujawsko-Pomorskiej Szkole Wyższej w Bydgoszczy, Wyższej Szkole Biznesu w Dąbrowie Górniczej, Akademii Leona Koźmińskiego w Warszawie, Uniwersytecie Kaliskim.
Zna języki: angielski, francuski, włoski, rosyjski, serbski i hiszpański. Z włoskiego uzyskała uprawnienia tłumaczki przysięgłej.

## Publikacje książkowe
- Ewa Sałkiewicz-Munnerlyn, Orzecznictwo Stałego Trybunału Sprawiedliwości Międzynarodowej i Międzynarodowego Trybunału Sprawiedliwości dotyczące tymczasowych środków zabezpieczających, Toruń: Marszałek Development & Press, 2021, ISBN 978-83-66624-09-2 [dostęp 2025-05-02]. Brak numerów stron w książce
- Ewa Sałkiewicz-Munnerlyn, Nie wszystko złoto co się świeci: kulisy dyplomacji w Watykanie, Lublin: Polihymnia, 2021, ISBN 978-83-7847-721-1 [dostęp 2025-05-02] [zarchiwizowane 2024-10-07]. Brak numerów stron w książce

Tłumaczenia
- Alfred M. De Zayas, Ludobójstwo Ormian w latach 1915–1923 w świetle Konwecji o ludobójstwie z 1948 roku, Ewa Sałkiewicz-Munnerlyn (tłum.), Toruń: Time Marszałek Group, 2021, ISBN 978-83-66556-11-9 [dostęp 2025-05-02]. Brak numerów stron w książce